# Haivoron (huyện)
Huyện Haivoron (tiếng Ukraina: Гайворонський район, chuyển tự: Haivorons’kyi raion) là một huyện của tỉnh Kirovohrad thuộc Ukraina. Huyện Haivoron có diện tích 695 km², dân số theo điều tra dân số ngày 5 tháng 12 năm 2001 là 43573 người với mật độ 63 người/km2. Trung tâm huyện nằm ở Haivoron.